# Allwissenheit
Allwissenheit (auch Omniszienz) bezeichnet die Eigenschaft bzw. das Vermögen, alle überhaupt wissbaren Sachverhalte auch tatsächlich zu wissen. Die Eigenschaft wird traditionell Gott zugeschrieben, hin und wieder aber auch anderen vollkommenen Wesen.

## Allwissenheit und Allmacht
Allwissenheit wird vielfach für eine logische Konsequenz von Allmacht (Omnipotenz) gehalten, im Sinne von Wissen ist Macht. So schreibt Gerhard Streminger: „Die Eigenschaft der Allwissenheit dürfte bereits im Begriff der Allmacht enthalten sein, denn ein Wesen, dem es an Wissen fehlt, fehlt es auch an Macht. Ist ein Wesen hingegen allmächtig, so ist es auch allwissend.“
Auf der anderen Seite gibt es die Auffassung, dass Allwissenheit und Allmacht eines Gottes einander ausschlössen – jedenfalls wenn man Allwissenheit so versteht, dass sie vollständiges Wissen über die Zukunft einschließt. Richard Dawkins führt aus, es sei „der Aufmerksamkeit der Logiker nicht entgangen, dass Allwissenheit und Allmacht unvereinbar sind. Wenn Gott allwissend ist, muss er bereits wissen, wie er mit seiner Allmacht eingreifen und den Lauf der Geschichte verändern wird. Das bedeutet aber, dass er es sich mit dem Eingriff nicht mehr anders überlegen kann, und demnach ist er nicht allmächtig.“
Gegen diese Auffassung der Allmacht spricht jedoch, dass es unlogisch ist, von einem allmächtigen Wesen alles und zugleich sein Gegenteil zu fordern. Wenn sich Gott als überzeitliches Wesen in seinem vollkommenen Wissen über die gesamte Schöpfung und sich selbst zu einer Handlung entschließt, muss er diese nicht „erneut“ überdenken. Das wäre ein Mangel an Wissen und Macht über sich selbst, der ihm in seiner Vollkommenheit gerade nicht zukommt.
Genauso wenig könnte man argumentieren, Gott sei nicht allmächtig, weil er sich nicht verrechnen kann.
Zum Verhältnis von Allmacht und Allgüte siehe Theodizee; zum Vorherwissen siehe auch Präszienz und Prophetie.